# Honda RVF 750R
La Honda RVF 750R (nome in codice RC45) è una motocicletta prodotta dalla casa motociclistica giapponese Honda nel 1994, per poter ottenere l'omologazione e partecipare al campionato mondiale Superbike, sostituendo la Honda VFR 750R. 
Come la progenitrice e l'omonima moto da competizione lanciata nel 1985, la RVF 750R montava un motore V4 a quattro tempi, DOHC, raffreddato a liquido, con distribuzione comandata tramite ingranaggi ed il forcellone monobraccio.
A differenza della RC30, il motore era alimentato ad iniezione elettronica, in una configurazione molto simile con la versione omologata della NR 750 del 1992. Il motore, messo a punto secondo le specifiche statunitensi, aveva una cilindrata di 749.2 cm³ e la Honda lo dichiarava capace di sviluppare una potenza di 101 CV all'albero, mentre la versione europea sviluppava, sempre secondo Honda, ca.120 CV. Una semplice modifica ai cavi del sistema d'iniezione PGM-FI incrementava la potenza della RVF americana a ca.120 CV. La moto fu commercializzata in un numero limitato di esemplari dal 1994 al 1995 (negli Stati Uniti, solo nel 1994), venendo poi sostituita dalla bicilindrica VTR 1000R SP-1 RC51 nel 2000.
Differentemente dalla VFR750R e dalla VFR750F, nelle quali la cascata di ingranaggi comandante gli alberi a camme si trovava al centro del motore fra le due bancate, nella RVF essa fu spostata al lato del motore che così era leggermente più stretto.

## Storia
Il motore della RC45 affonda le sue radici nel V4 montato sulla VF 750 commercializzata nei primi anni ottanta.
Qualche anno più tardi, nel 1994, la RC30 cominciava a mostrare i propri limiti dovuti all'anzianità del progetto e accumulava continue sconfitte da parte delle Ducati; Honda decise di ridisegnare la RC30 con una maggiore impronta corsaiola rispetto al passato, presentando così la RC45. Furono prodotti soltanto 200 esemplari in tutto il mondo, e per soddisfare il regolamento del campionato SBK locale, 50 di essi furono esportati negli Stati Uniti d'America.
La RVF400R NC35, si rifaceva interamente alla RVF750R con l'eccezione dei fari, tondi e più grandi sulla 750.
Con la RC45, Honda fece tesoro di tutte le competenze acquisite dalle esperienza con la RC 30 e le RVF ufficiali da endurance. Molte soluzioni meccaniche furono traslate alla RC45. La Honda aveva ancora una volta la volontà di produrre una moto da corsa ad un prezzo umano, dopo aver sfornato la NR750 stradale, una moto costosissima che anche ai nostri tempi è considerata un capolavoro d'ingegneria; tant'è che alcune tecnologie della NR furono utilizzate sulla RC45, per esempio il sistema d'iniezione elettronica, la frizione antisaltellamento e pure la misura di 16” del cerchio anteriore.
Di seguito alcune caratteristiche della RVF 750:
- Motore V4 a scoppi ravvicinati
- Pistoni alleggeriti ed a basso attrito
- Bielle in titanio
- Riporti dei cilindri in ceramica e grafite
- Cambio a rapporti ravvicinati
- Radiatore dell'olio separato
- Parecchi elementi del motore erano in lega di magnesio per risparmiare peso
- Piastra di sterzo superiore in lega e tripla piastra di sterzo inferiore forgiata
- Forcella e monoammortizzatore Showa
- Cerchione posteriore con canale di 6” equipaggiato con uno pneumatico 190/50/R17.

## Differenze con la VFR750R

### Motore
Il V4 della RC45 beneficiò di grandi sviluppi, una delle prime differenze sta nelle misure di alesaggio e corsa, che sono parecchio differenti dalla RC30. La RC45 aveva una corsa ridotta rispetto alla RC30, che aveva alesaggio e corsa di 70mm x 48,6, mentre la RC45 aveva misure di 72mm x 46mm, adatte a raggiungere regimi di rotazioni più elevati. Con questi accorgimenti, il nuovo V4 poteva girare più in alto rispetto a quello della RC30 pur mantenendo una uguale velocità media del pistone.
Altri cambiamenti furono il passaggio dai cuscinetti a sfera a delle più convenzionali boccole per gli alberi a camme. I pistoni della RC30 possedevano un'unica fascia elastica ed un anello raschiaolio per ridurre l'attrito. Effettivamente questa soluzione era utile nelle competizioni ma di contro c'era un consumo eccessivo di olio per gli standard di una motocicletta stradale. La RC45 passò ad una convenzionale soluzione con due fasce elastiche a basso attrito ed un anello raschiaolio. Sempre in ottica di riduzione dell'attrito, il pistone possedeva uno spinotto più piccolo e con un rivestimento in disolfuro di molibdeno. Un grosso cambiamento nell'architettura del motore fu lo spostamento degli ingranaggi del comando distribuzione dal centro della V del motore ad una posizione laterale, collocato all'estremo dell'albero motore (altra derivazione NR750). In questo modo si poteva fare a meno di un cuscinetto sull'albero motore e ben quattro sugli alberi a camme, con la conseguenza della diminuzione delle forze d'attrito.
La generale riduzione degli attriti permise al motore di raggiungere gli alti regimi di rotazione desiderati da Honda con minori dispersioni di potenza. La RC45 seguì i passi della RC30 anche per quanto riguarda le bielle: come la antenata utilizzava bielle in titanio, che in questo caso erano state ridisegnate, alleggerite e rinforzate, adatte a sostenere le fortissime sollecitazioni alle quali è sottoposto un motore da corsa ad altri regimi.
La Honda cambiò radicalmente anche le forme delle teste, diminuendo l'angolazione delle valvole dai 38° della RC30 ai 26° della RC45. Riducendo l'angolo delle valvole, gli ingegneri furono in grado di diminuire la curvatura dei condotti, oltre a sistemarli più in alto e riducendo le turbolenze generate dalla brusca curva che i collettori erano costretti a fare prima di connettersi alle testa. I progettisti disegnarono altresì collettori d'aspirazione più corti e le valvole d'aspirazione videro un aumento di 2mm in diametro. Anche le valvole di scarico usufruirono dell'aumento di diametro di alcuni millimetri.
In ogni caso, il cambiamento che più spiccava fra i tanti apportati all'uscita dell'RC45 fu l'adozione del sistema d'iniezione PGM-FI (che sta per ProGraMmed Fuel Injection). L'iniezione elettronica era già stata usata in passato ma nelle sue precedenti applicazioni le centraline che la gestivano erano analogiche e piuttosto antiquate, oppure venivano utilizzate centraline digitali fin troppo semplici collegate a pochi sensori, il che si traduceva in una erogazione molto scorbutica. La vecchia RC30, in effetti, usava carburatori da 38mm più che buoni per un uso stradale, capaci di mantenere la velocità dei flussi soddisfacentemente alta in un largo range di giri, ma inadatti per un uso racing. La RC45 quindi, abbandonò i carburatori in favore di una batteria di 4 corpi farfallati da 46mm, e finalmente la Honda ottenne il volume d'aria necessario a tirare fuori grandi potenze ad alti regimi. Come già citato il sistema d'iniezione della RC45 era molto simile a quello usato sulla NR750. Contrariamente alla credenza popolare che la RVF montasse un sistema d'iniezione simile ad un carburatore progressivo, quello montato era unicamente un impianto di iniezione di carburante. L'accensione infatti, era separata. Il sistema Honda acquisiva informazioni da diversi sensori: sensore di posizione dell'albero motore, sensore di posizione dell'albero a camme, sensore di temperatura dell'aria, sensore di temperatura liquido di raffreddamento, sensore di pressione assoluta nel collettore d'aspirazione, sensore di posizione farfalla, sensore barometrico (cioè di pressione atmosferica) e voltmetro. Con tutti questi dati inviati alla centralina ECU, la Honda avrebbe potuto integrare sistemi d'accensione ed iniezione senza troppi problemi, non lo fecero perché i fornitori di centraline d'accensione CDI e centraline ECU erano differenti e quindi esse erano incompatibili.
Se non altro, la separazione dei due impianti permise di usare corpi farfallati parecchio più grandi, e quindi di avere un motore con un range di utilizzo parecchio ampio. Il motore della RVF oltretutto usava parecchie componenti in magnesio, che solo in tempi relativamente recenti è diventato un'abitudine adottare; ai tempi di questa mitica Honda invece, nei primi Anni '90, tali soluzioni erano parecchio costose ed incredibilmente innovative.

### Cambio
Il cambio era abbastanza simile a quello della VFR750, di fatto aveva anche gli stessi rapporti per le marce, con differenze soltanto nei rapporti primario e finale. La frizione antisaltellamento era sempre di derivazione VFR750R, ma il disegno era basato su progetto NR750. Questa frizione era un'antenata delle attuali frizioni antisaltellamento, era infatti capace di limitare di poco il freno motore per evitare che il posteriore si bloccasse in staccata. Anche i dischi frizione provenivano dalla NR ed erano di diametro molto più grande rispetto a quelli della RC30. La prima marcia, così come sulla RC30, era lunghissima, che, unita all'ingrandimento dei dischi frizione, aumentava la longevità del cambio; inoltre, tutti gli ingranaggi del cambio della RC45 erano filettati per ridurre la possibilità di disinserimenti di marce durante le forti accelerazioni.

### Impianto frenante
I dischi anteriori della RVF misuravano 310mm ed insieme alle relative flange, erano gli stessi della NR750, ed erano morsi da una pinza a quattro pistoncini contrapposti con pastiglie prive di asbesto.
Il disco posteriore era da 220mm ed era morso da una pinza flottante Nissin a due pistoncini, sempre con pastiglie prive di asbesto. Quest'ultima pinza veniva utilizzata su diversi modelli Honda, fra cui la sorella minore della RC 45, la Honda RVF400 NC35.
I freni, in ogni caso, non spiccavano per potenza o modulabilità, erano semplicemente adeguati ai tempi, e molti proprietari di RC45 successivamente hanno montato pinze Brembo, o, se il budget era minore, le ottime Nissin che equipaggiavano la CBR 954 Fireblade e la VTR1000 SP-1, che miglioravano parecchio la frenata in termini di feeling e potenza frenante.

### Telaio
Le quote del telaio cambiarono poco rispetto a quelle della VFR 750R, l'angolo di sterzo diminuì di 0,5°, il passo aumentò di pochi millimetri e il forcellone beneficiò di un leggero allungamento; in ultimo, l'avantreno fu abbassato di circa 4mm. Il cambiamento maggiore fu, in realtà, il posizionamento del motore nel telaio. Quest'ultima modifica durante gli anni ha acceso parecchie discussioni, fra coloro che sostenevano che il motore fosse posizionato troppo in avanti ed altri che credevano fosse montato troppo indietro. In ogni caso, tutti erano d'accordo sul fatto che la Honda produsse una moto praticamente da corsa, e quindi non scese molto a compromessi per la sua fruibilità su strada.

## Risultati sportivi
Miguel Duhamel vinse il campionato AMA Superbike nel 1995 e la 200 Miglia di Daytona del 1996, concludendo il campionato AMA al secondo posto sia nel 1996 che nel 1997. Lo stesso Duhamel concluse prematuramente la stagione 1998 a causa di un incidente in qualifica ma, in ogni caso, fu Ben Bostrom a bordo dello stesso tipo di moto che si aggiudicò l'edizione AMA Superbike del 1998.
La RC45 fu anche la moto con la quale Honda debuttò in prima persona nel campionato mondiale Superbike, dopo che negli anni precedenti aveva semplicemente dato supporto ai team privati che utilizzavano la RC30. Castrol fu il maggiore sponsor della RC45, e dopo aver risolto i problemi iniziali, la RVF vinse un campionato WSBK con l'americano John Kocinski nella stagione 1997.
Al picco del suo sviluppo nelle gare, nel 1999, la RC45 erogava oltre 190 CV. Negli anni successivi la HRC modificò pesantemente la motocicletta montando un nuovo sistema di scarico ed un più resistente forcellone bibraccio (in luogo del vecchio monobraccio) per le gare di velocità più brevi.
Jim Moodie, partendo da fermo, in sella ad una RC45 girò al Tourist Trophy del 1999 in 18:11.4 secondi, mantenendo una media di 200,28 km/h.